# Рейнландские бастарды
Рейнландские бастарды (нем. Rheinlandbastard) — потомки чернокожих солдат Антанты и немецких женщин, появившиеся в 1920-х годах в годы оккупации Рейнской области в результате Первой мировой войны. В годы нацистской Германии подверглись насильственной стерилизации.

## История
Термин появился после 1919 года, когда Рейнская область была оккупирована войсками Антанты, преимущественно Франции. В итоге часть немецких женщин вышла замуж за солдат оккупационного корпуса, а ещё некоторые имели детей вне брака, отчего такие дети получали презрительное прозвище «бастарды» («ублюдки»). Часть французских солдат была из Африки, что было унизительно для немцев, которые до 1914 года имели свои колонии в Африке. Немцы чувствовали, что они сами стали «колонией для негров». То, что солдаты из колоний рассматривались как «войска второго сорта», усиливало чувство унижения немцев. Нацисты эксплуатировали эти чувства и дали им расистскую интерпретацию. В Mein Kampf Гитлер писал, что дети-мулаты — это загрязнение «белой» расы «чёрной кровью на Рейне в сердце Европы». Самих женщин, имевших сексуальные связи с африканцами, он именовал не иначе как «шлюхами» и «проститутками». Он также говорил о заговоре со стороны Франции, которая становилась всё более и более «негритянской».
Однако большинство из незначительного «цветного» населения Германии (приблизительно 20—25 тысяч человек при общем населении превышающем 65 миллионов) в действительности были не потомками солдат оккупационных войск, а являлись детьми немецких поселенцев и миссионеров из кайзеровских колоний в Африке и Меланезии, которые женились на местных женщинах и имели детей в браке с ними. С потерей Германией колоний после Первой мировой войны, некоторые из этих колонистов возвратились в Германию со своими семьями «смешанной расы». Несмотря на небольшое количество мулатов, нацисты решили принять специальные меры против рейнландских «бастардов». После принятия в 1935 году Нюрнбергских законов межрасовые браки были запрещены. Специальная «комиссия номер 3» занималась вопросом рейнландских «бастардов», потом эта функция перешла к организованному доктором Ойгеном Фишером Институту Антропологии, Человеческой Наследственности и Евгеники имени Кайзера Вильгельма. В конечном счете нацисты решили, что дети-мулаты должны быть стерилизованы согласно закону 1933 года о «предотвращении» наследственных заболеваний.
Программа начала выполняться в 1937 году, когда всех местных чиновников просили сообщить о «рейнландских бастардах», находящихся под их юрисдикцией. Приблизительно 800 детей «смешанного» происхождения были арестованы и стерилизованы. Однако эта программа осуществлялась только в Рейнской области, другие жители Германии «смешанного» немецко-африканского происхождения затронуты ею не были.